# Harpagomantis tricolor
Harpagomantis tricolor är en bönsyrseart som beskrevs av Carl von Linné 1758. Harpagomantis tricolor ingår i släktet Harpagomantis och familjen Hymenopodidae. Inga underarter finns listade i Catalogue of Life.